# Triepeolus parvidiversipes
Triepeolus parvidiversipes là một loài Hymenoptera trong họ Apidae. Loài này được Rightmyer mô tả khoa học năm 2008.